# Deep Waters
Deep Waters és una pel·lícula muda dirigida per Maurice Tourneur i protagonitzada per John Gilbert, Rudolph Christians i Barbara Bedford. Basada en la novel·la “Caleb West, Master Diver” de F. Hopkinson Smith (1899), es va estrenar el 10 d’octubre de 1920. Es considera una pel·lícula perduda.

## Argument
Henry Sanford és contractat per construir un far a Keyport. Allà se sent atret per Kate, l'esposa del milionari Morgan Leroy, provocant la seva gelosia. A la vegada, Bill Lacey, un membre de la tripulació comandada pel ja ancià mestre bussejador Caleb West, anhela la jove i bella esposa de Caleb, Betty. Un dia, Bill és ferit en un accident al far i el porten a casa de Caleb, on Betty el cuida. Mentrestant, Kate s'ha barallat amb el seu marit a propòsit de Henry. Bill convenç Betty perquè fugi amb ell a Portland però poc després ella se’n penedeix i torna ja que s'adona que estima Caleb. Ell però es nega a acceptar-la de nou a casa. Bill naufraga i Caleb es submergeix per recuperar el seu cos. El capità Bell explica a Caleb que Betty havia fet funcionar les bombes d’aire salvant la vida de Caleb. Ell s'adona que Betty l'estima i es reconcilien. Per altra banda, Morgan i la seva dona també ho fan.

## Repartiment
- Rudolph Christians (Caleb West)
- Barbara Bedford (Betty West)
- John Gilbert (Bill Lacey)
- Florence Deshon (Kate Leroy)
- George Nichols (capità Joe Bell)
- Jack McDonald (Morgan Leroy)
- Henry Woodward (Henry Sanford)
- Lydia Yeamans Titus (tieta Bell)
- Marie Van Tassell (Barzella Busteed)
- James Gibson (Squealer)
- Ruth Wing (Zuby Higgins)
- B. Edgar Stockwell (Seth Wingate)
- Charles Millsfield (professor Page)
- Siggrid McDonald (neboda de Page)